# Alfons Conix
Jozef Alfons Conix (Zonhoven, 23 juli 1892 – Korbeek-Lo, 1 november 1977) was een Belgisch bestuurder.

## Levensloop
Conix groeide op in een landbouwersgezin. Vervolgens studeerde hij aan de Katholieke Universiteit Leuven, alwaar hij afstudeerde als landbouwingenieur.
In september 1919 trad hij in dienst bij de Algemene Hoveniersbond. Van 1926 tot 1935 had hij de leiding over de AVV en vanaf 1937 was hij er afgevaardigd beheerder en vervolgens voorzitter. Van 1940 tot 1949 was hij voorzitter van de Boerenbond en van 1949 tot 1963 was hij ondervoorzitter van deze organisatie.